# Oncotheca
Oncotheca — рід дерев, ендемічних для Нової Каледонії. Є два види, Oncotheca balansae і Oncotheca humboldtiana.
Oncotheca — єдиний рід Oncothecaceae, який є одним із трьох родин квіткових рослин, ендемічних для Нової Каледонії. Його розміщення довгий час було загадковим, але нещодавній філогенетичний аналіз на основі 73 пластидних генів виявив, що він є сестрою Icacinaceae. Зараз його поміщено в порядок Icacinales.